# Эглофштайн
Эглофштайн (нем. Egloffstein) — община в Германии, в земле Бавария.
Подчиняется административному округу Верхняя Франкония. Входит в состав района Форххайм. Население составляет 1983 человека (на 31 декабря 2010 года). Занимает площадь 28,04 км².
Община подразделяется на 16 сельских округов:
- Аффальтерталь
- Эпфельбах
- Беренталь
- Бибербах
- Дитерсберг
- Эглофштайн
- Эглофштайнерхюлль
- Хаммербюль
- Хаммермюльэ
- Хаммертоос
- Хундсбоден
- Хундсхауптен
- Мостфиль
- Ротенхоф
- Шлехенмюльэ
- Швайнталь.

С 1991 по 2016 год в Эглофштайне жил, и в ноябре 2016 года похоронен всемирно известный советский и российский клоун, народный артист СССР Олег Попов.

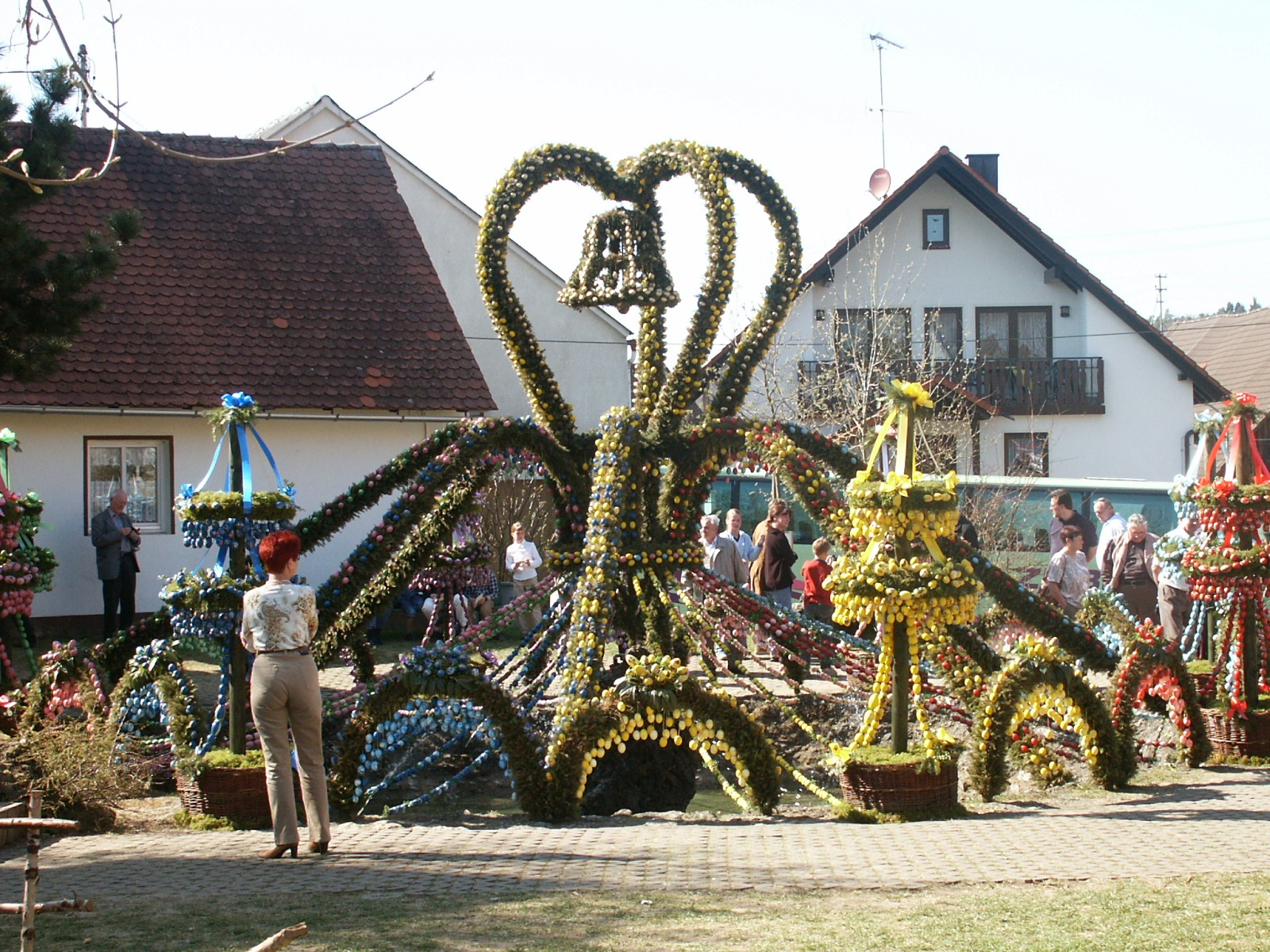

## Население
По оценке на 31 декабря 2015 года население общины Эглофштайн составляет 2054 чел. 

| Дата      | 1840 | 1871 | 1900 | 1925 | 1939 | 1950 | 1961 | 1970 | 1987 | 2011 |
| --------- | ---- | ---- | ---- | ---- | ---- | ---- | ---- | ---- | ---- | ---- |
| Население | 2018 | 2045 | 1909 | -    | 1682 | 2086 | 1784 | 1868 | 1827 | 1978 |

| Год       | 1960 | 1970 | 1980 | 1990 | 2000 | 2009 | 2010 | 2011 | 2012 | 2013 | 2014 | 2015 |
| --------- | ---- | ---- | ---- | ---- | ---- | ---- | ---- | ---- | ---- | ---- | ---- | ---- |
| Население | 1754 | 1848 | 1803 | 2096 | 2090 | 1993 | 1983 | 1968 | 1981 | 2015 | 2008 | 2054 |